# Campionati del mondo di atletica leggera indoor 1995 - Pentathlon
La gara di pentathlon femminile si è tenuta il 10 marzo 1995 presso lo stadio Palau Sant Jordi di Barcellona.

## Risultati
| Record mondiale       | Irina Belova      | 4991 (8"22 - 1,93 m - 13,25 m - 6,67 m - 2'10"26) | Berlino    | 15 febbraio 1992 |
| Record dei Campionati | Liliana Nastase   | 4686 (8"21 - 1,76 m - 13,88 m - 6,43 m - 2'14"13) | Toronto    | 12 marzo 1993    |
| Capolista stagionale  | Svetlana Moskalec | 4866 (8"11 - 1,86 m - 14,30 m - 6,65 m - 2'18"95) | Čeljabinsk | 3 febbraio 1995  |

### Turni eliminatori
| 2Batterie | 10 marzo | 12 iscritte | Si svolgono le gare dei m. 60 ostacoli, salto in alto, getto del peso, salto in lungo, m. 800 piani |

### Tutte le prove
Venerdì 10 marzo 1995

(N.B.: Le migliori prestazioni sono segnate in neretto.)
| Pos.    | Atleta            | Totale | Prove             | 60 hs     | Alto        | Peso        | Lungo       | 800 m       |
| ------- | ----------------- | ------ | ----------------- | --------- | ----------- | ----------- | ----------- | ----------- |
| Oro     | Svetlana Moskalec | 4834   | Prestazione Punti | 8"20 1084 | 1,88 m 1080 | 14,41 m 821 | 6,55 m 1023 | 2'19"78 826 |
| Argento | Kym Carter        | 4632   | Prestazione Punti | 8"37 1046 | 1,79 m 966  | 14,82 m 849 | 6,11 m 883  | 2'15"34 888 |
| Bronzo  | Irina Tjuchaj     | 4622   | Prestazione Punti | 8"33 1055 | 1,79 m 966  | 13,91 m 788 | 6,55 m 1023 | 2'22"49 790 |
| 4       | Svjatlana Buraha  | 4466   | Prestazione Punti | 8"27 1068 | 1,73 m 891  | 13,43 m 756 | 6,34 m 956  | 2'22"15 795 |
| 5       | Liliana Nastase   | 4447   | Prestazione Punti | 8"30 1061 | 1,70 m 855  | 13,89 m 787 | 6,20 m 912  | 2'19"40 832 |
| 6       | Mona Steigauf     | 4445   | Prestazione Punti | 8"34 1052 | 1,79 m 966  | 11,88 m 653 | 6,17 m 902  | 2'16"48 872 |
| 7       | Anžėla Atroščanka | 4441   | Prestazione Punti | 8"71 971  | 1,73 m 891  | 13,06 m 731 | 6,48 m 1001 | 2'18"26 847 |
| 8       | Sharon Jaklofsky  | 4434   | Prestazione Punti | 8"34 1052 | 1,73 m 891  | 13,21 m 741 | 6,46 m 994  | 2'25"04 756 |
| 9       | Jamie McNeair     | 4365   | Prestazione Punti | 8"25 1073 | 1,76 m 928  | 12,81 m 715 | 5,91 m 822  | 2'19"76 827 |
| 10      | Karin Specht      | 4233   | Prestazione Punti | 8"60 995  | 1,82 m 1003 | 11,89 m 654 | 5,87 m 810  | 2'23"90 771 |
| 11      | Inma Clopés       | 4052   | Prestazione Punti | 8"85 941  | 1,73 m 891  | 12,90 m 721 | 5,74 m 771  | 2'27"24 728 |
| 12      | Marcela Podracká  | 3642   | Prestazione Punti | 8"81 950  | 1,76 m 928  | 13,96 m 791 | 4,17 m 347  | 2'35"47 626 |

### Classifica finale
Venerdì 10 marzo 1995
| Pos.    | Atleta            | Età | Nazione     | Punti | Note                          |
| ------- | ----------------- | --- | ----------- | ----- | ----------------------------- |
| Oro     | Svetlana Moskalec | 26  | Russia      | 4834  | Record dei campionati         |
| Argento | Kym Carter        | 30  | Stati Uniti | 4632  |                               |
| Bronzo  | Irina Tjuchaj     | 28  | Russia      | 4622  |                               |
| 4       | Svjatlana Buraha  | 29  | Bielorussia | 4466  |                               |
| 5       | Liliana Nastase   | 32  | Romania     | 4447  |                               |
| 6       | Mona Steigauf     | 25  | Germania    | 4445  | Miglior prestazione personale |
| 7       | Anžėla Atroščanka | 24  | Bielorussia | 4441  |                               |
| 8       | Sharon Jaklofsky  | 26  | Paesi Bassi | 4434  | Miglior prestazione personale |
| 9       | Jamie McNeair     | 25  | Stati Uniti | 4365  |                               |
| 10      | Karin Specht      | 20  | Germania    | 4233  |                               |
| 11      | Inma Clopés       | 27  | Spagna      | 4052  |                               |
| 12      | Marcela Podracká  | 24  | Slovacchia  | 3642  |                               |